# Axana Depypere
Axana Depypere, née le 16 juin 2004, est une pratiquante de muay-thaï belge.

## Biographie
Axana Depypere est médaillée d'argent dans la catégorie des moins de 54 kg aux Jeux européens de 2023.